# Южнославянские языки
Южнославя́нские языки́ — подгруппа славянских языков, в настоящее время распространённая в Юго-Восточной Европе на Балканском полуострове.

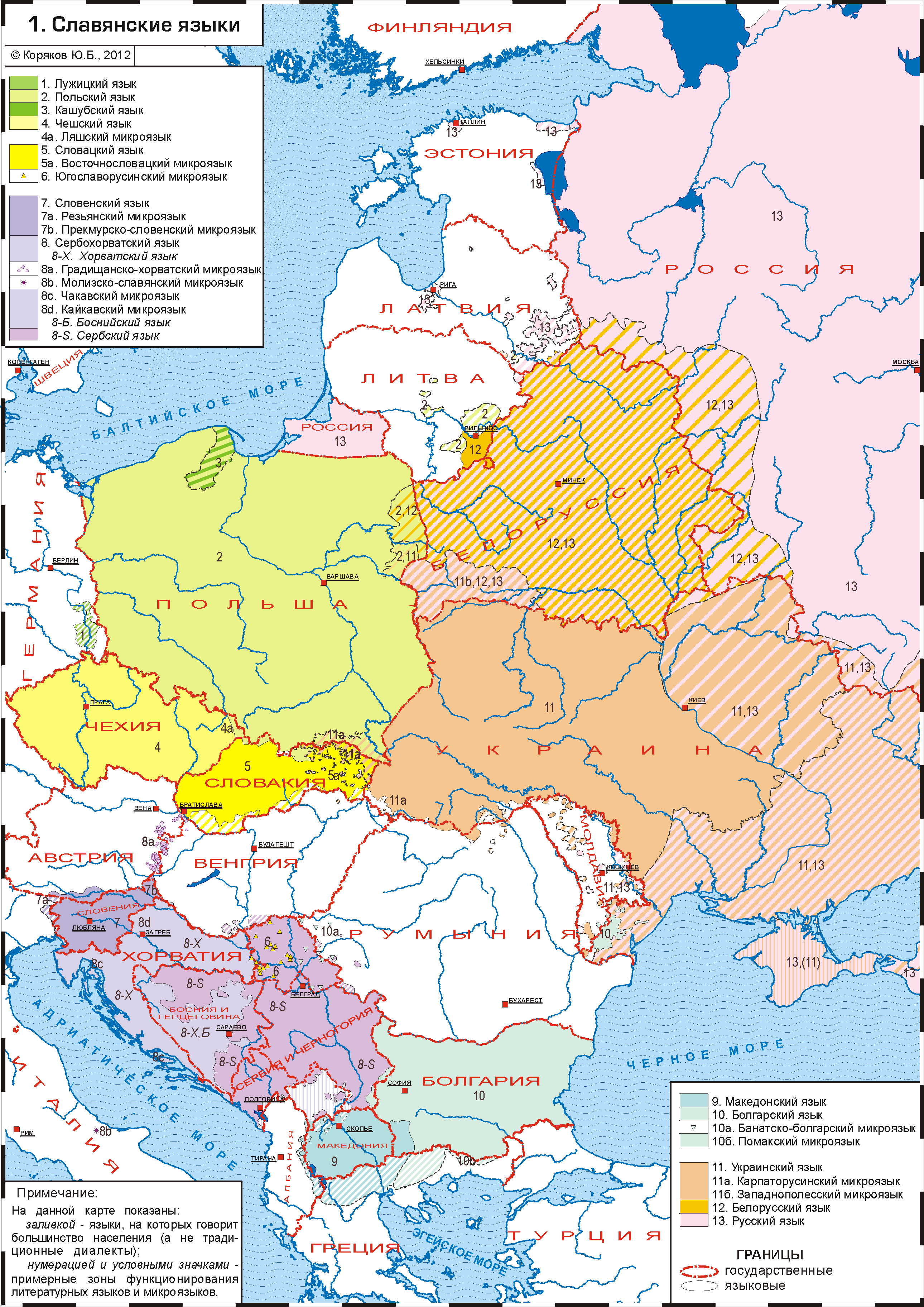
Славянские языки. По изданию Института языкознания РАН «Языки мира», том «Славянские языки», М., 2005

## Классификация
- восточная подподгруппа:
  - болгарский;
  - македонский;
  - старославянский †;
    - церковнославянский;
- западная подподгруппа:
  - сербохорватский (хорватосербский) языковой континуум:
    - боснийский язык;
    - сербский язык;
      - славяносербский язык †;

    - хорватский язык;
    - черногорский язык.

  - словенский.

Языковая общность южнославянских языков менее очевидна, чем западнославянских и восточнославянских. Современные южнославянские языки делятся на две сильно отличающиеся подподгруппы: западную (сербский, черногорский, хорватский, боснийский и словенский) и восточную (болгарский и македонский). Возможные причины резких отличий между ними:
- Балканы заселялись славянами двумя потоками: восточным и западным;
- на язык болгар и македонцев оказали большое влияние окружающие неславянские народы.

## Основные черты
Бросающимся в глаза отличием южнославянских языков от восточно- и западнославянских является сохранившаяся система спряжения глаголов со множеством прошедших времён (имперфект, аорист, плюсквамперфект), в которой, однако, инфинитива либо нет вообще (в болгарском), либо его использование сужено. Для образования составных форм будущего времени в качестве вспомогательного глагола используется не «быть» или «иметь» (как в украинском), а «хотеть».
Упрощено склонение: в болгарском — до полного исчезновения падежей, остатки которых видны лишь у местоимений и во фразеологизмах; в сербском и хорватском совпали дательный, творительный и предложный падежи множественного числа.
В лексике, за исключением словенского, сильное восточное влияние (много слов турецких и заимствованных через турецкое посредство).
Однако с русским языком южнославянские имеют определённое сходство, связанное с многовековым влиянием на русский церковнославянской книжной традиции, проникшей во все элементы языка: фонетику, лексику, словообразование и другие.